# Шосе Будівельників (Сіверськодонецьк)
Шосе́ Будіве́льників (рос. Шоссе Строителей) — шосе у Сіверськодонецьку. Починається від перетину з проспектом Хіміків і окружною дорогою. В нього впираються проспект Космонавтів, вулиці Князя Володимира і Дмитра Сірика. Закінчується на межі міста і є частиною автошляху Т-13-06. Забудовано багатоповерховими житловими будинками.

## Історія
Ворошиловградське шосе -  попередня назва на честь міста Луганськ, який тоді мав назву Ворошиловград. Дорога вела й веде в напрямку Луганська, звідки й дістала назву.